# Direction générale de la documentation et de l'immigration
La Direction générale de la documentation et de l’immigration (DGDI), aussi connue sous son nom précédent CEDOC, est un service de renseignement intérieur gabonais.

## Directeurs
Le général Célestin Embinga est à sa tête jusqu'en 2016.
Le lieutenant-colonel de police Vincent-de-Paul Katoua Soumanga est installé à sa tête le 22 novembre 2016.
Le général de brigade Francis Mbou lui succède le 23 février 2018.